# Gabriel Donizette de Santana
Gabriel Donizette de Santana (født 8. september 1987) er en tidligere brasiliansk fodboldspiller.